# 玛丽 (小说)
《玛丽》（俄语：Машенька，《玛申卡》）是弗拉基米尔·纳博科夫的首部小说，1926年由俄语出版商斯洛沃出版。小说主角是列夫·格列博维奇·加宁，一个俄罗斯移民，因十月革命被迫离开故国。他现在居住在柏林，在那儿他发现自己的初恋情人玛丽已成为一个平庸住户的妻子，而且马上就要与丈夫相聚。加宁制定了一个计划，希望和玛丽重聚，他相信她还爱着自己。玛丽自己从未在小说中现身，她只存在于加宁的回忆之中。